# گوستاف کلارن
گوستاف کلارن (سوئدی: Gustaf Klarén؛ ۳۰ مارس ۱۹۰۶ – ۲۷ سپتامبر ۱۹۸۴) کشتی‌گیر اهل سوئد بود.
وی در مسابقات کشوری و بین‌المللی در مجموع برندهٔ ۱ مدال برنز شده‌است.